# Forrest (Illinois)
Forrest és una població dels Estats Units a l'estat d'Illinois. Segons el cens del 2000 tenia 1.225 habitants.

## Demografia
Segons el cens del 2000, Forrest tenia 1.225 habitants, 470 habitatges, i 344 famílies. La densitat de població era de 750,8 habitants/km².
Dels 470 habitatges en un 34,3% hi vivien nens de menys de 18 anys, en un 61,7% hi vivien parelles casades, en un 8,1% dones solteres, i en un 26,8% no eren unitats familiars. En el 24,7% dels habitatges hi vivien persones soles el 12,8% de les quals corresponia a persones de 65 anys o més que vivien soles. El nombre mitjà de persones vivint en cada habitatge era de 2,61 i el nombre mitjà de persones que vivien en cada família era de 3,13.
Per edats la població es repartia de la següent manera: un 29,7% tenia menys de 18 anys, un 6,3% entre 18 i 24, un 26,8% entre 25 i 44, un 20,3% de 45 a 60 i un 16,9% 65 anys o més.
L'edat mediana era de 37 anys. Per cada 100 dones de 18 o més anys hi havia 91,8 homes.
La renda mediana per habitatge era de 40.677 $ i la renda mediana per família de 45.938 $. Els homes tenien una renda mediana de 37.868 $ mentre que les dones 20.694 $. La renda per capita de la població era de 17.707 $. Aproximadament el 5,8% de les famílies i el 8,9% de la població estaven per davall del llindar de pobresa.

## Poblacions més properes
El següent diagrama mostra les poblacions més properes.